# Estellenchs
Estellenchs (catalansk: Estellencs) er en by og kommune i det østlige Spanien på øen Mallorca i provinsen De Baleariske Øer. Den har et indbyggertal på 374 (2024) indbyggere.